# Sedgwick Glacier
Sedgwick Glacier är en glaciär i Antarktis. Den ligger i Västantarktis. Argentina, Chile och Storbritannien gör anspråk på området. Sedgwick Glacier ligger 829 meter över havet.
Terrängen runt Sedgwick Glacier är varierad, och sluttar brant österut. Trakten är obefolkad. Det finns inga samhällen i närheten.